# Bellaca (higo)
Bellaca es un cultivar de higuera de tipo higo común Ficus carica, unífera (con una sola cosecha por temporada, los higos de otoño), con higos de epidermis con color de fondo púrpura-negro, y con sobre color ausente, sin bandas regulares, y zonas irregulares verdes, con un número de lenticelas intermedio, de un tamaño mediano-grande de color rosa. Se cultiva en la isla de Gran Canaria,  archipiélago de las Islas Canarias (España).

## Sinonimia
- “Boba” en el archipiélago canario,[3][5][6]

## Historia
Según las crónicas de los primeros exploradores que llegaron al archipiélago de las islas Canarias, ya atestiguaron de la presencia de higueras y del consumo de higos en su dieta cotidiana, por parte de la población aborigen de Gran Canaria.
El « Instituto Canario de Investigaciones Agrarias » (ICIA), organismo autónomo dependiente del Gobierno de Canarias, en una iniciativa que se inscribe en el Programa de Cooperación Transnacional Madeira-Azores-Canarias (MAC 2007-2013), y en el proyecto AGRICOMAC, destinado a fomentar el uso de variedades tradicionales en el sector agrícola de la Macaronesia, estudia variedades de higuera con gran potencial productivo y comercial para la implantación de su cultivo en las islas Canarias.

## Características
La higuera 'Bellaca' es una variedad unífera de tipo higo común de una sola cosecha por temporada, los higos de otoño. Árbol de vigorosidad elevada, y un buen desarrollo en terrenos favorables. Sus hojas con lóbulos anchos, son de 5 lóbulos en su mayoría. Sus hojas tienen un lóbulo central ancho, con pequeños lóbulos laterales, en el lóbulo central, y en lóbulos laterales, un grado de profundidad del lóbulo marcado. Forma de la base de la hoja calcariforme, con Longitud x Anchura: 16,69 x 17,46 cm, siendo su área (en cm²) intermedia, con long. peciolo/long. hoja de 0,42. Con dientes presentes solo en los márgenes superiores, siendo el margen crenado-dentado. Densidad de pelos en el haz intermedia y densidad de pelos en el envés intermedia, con nerviación aparentes y color verde. Peciolo de longitud mediana con un grosor 3,72 mm, forma redondeada color verde claro rosado. 'Bellaca' tiene un desprendimiento de higos escaso, con un rendimiento productivo mediano y periodo de cosecha medio. La yema apical cónica de color verde amarillento.
Los frutos de la higuera 'Bellaca' tienen forma (indice) globosa, la forma puede variar según la localización, siendo su diámetro máximo ovoide, con la forma en el ápice redondeada. Los higos son de tamaño grande, sus frutos son simétricos en la forma, y uniformes en las dimensiones, sin frutos aparejados y sin formaciones anormales, de unos 41,14 gramos en promedio, cuya epidermis es de firmeza media, color de fondo púrpura-negro, y con sobre color ausente, sin bandas regulares, y zonas irregulares verdes, con un número de lenticelas intermedio, de un tamaño mediano-grande de color rosa. Ostiolo de anchura mediana, gota de miel ausente, con escamas medianas del mismo color que la piel, semiadheridas a la piel, resistentes al desprendimiento. Pedúnculo con forma gruesa corto y longitud promedio de 3,73 mm. Grietas longitudinales y reticulares muy visibles. Costillas ninguna. Con un grosor de carne 4,49 mm sin ninguna coloración, con una pulpa de sabor aromático, poco jugoso, con un % de sólidos solubles totales alto, con color de la pulpa ámbar. Con cavidad interna muy intermedia, con aquenios intermedios en tamaño, en cantidad un número alto. Los frutos maduran con un inicio de maduración de los higos sobre inicios de agosto a mediados de septiembre. Cosecha con rendimiento productivo mediano, y periodo de cosecha mediano.
Se usa en alimentación humana y en animal en ganado porcino. Difícil abscisión del pedúnculo, con una gran facilidad de pelado. Debido a su epidermis gruesa, textura media, y firme de consistencia, son resistentes al transporte. Con poca susceptibilidad al desprendimiento del árbol cuando madura.

## Cultivo
'Bellaca', se utiliza en alimentación humana, y en alimentación animal. Se está tratando de recuperar su cultivo en las islas Canarias.
El cultivo de las higueras en general dentro de España, Extremadura es la región con mayor superficie cultivada, en torno a las 5.300 hectáreas de un total de 11.629 has. Le siguen en extensión de cultivo islas Baleares con 2.287 has, Andalucía con 1.874 has, Galicia con 638 has, Comunidad Valenciana con 242 has, y Canarias con 290 has.